# 伯特氏金翅雀鯛
伯特氏金翅雀鯛（學名：Chrysiptera burtjonesi），又稱伯特氏刻齒雀鯛，是輻鰭魚綱鱸形目雀鯛科金翅雀鯛屬的其中一種，分布於中西太平洋所羅門群島海域，深度2至12公尺，本魚體呈橢圓形而側扁，成魚的顏色一般為灰棕色至綠色，鰭半透明至淡綠色，但頭部、身體和鄰近的臀鰭和腹鰭呈亮黃色，幼魚頭部、身體大部分和背鰭顏色為霓虹藍色，身體的其餘部分和鄰近的鰭為亮黃色，背鰭硬棘8枚、背鰭軟條9-10枚、臀鰭硬棘2枚、臀鰭軟條11-12枚，體長可達4.8公分，棲息在珊瑚礁，以浮游生物為食，繁殖期成對出現，雄魚會守護魚卵至孵化，生活習性不明。